# Tyrolean Airways
Tyrolean Airways později Austrian Arrows byla rakouská letecká společnost se sídlem v Innsbrucku a hlavní základnou na letišti ve Vídni. Byla členem vlastněna společností Lufthansa Group, společně se svou mateřské společností Austrian Airlines byla v alianci Star Alliance.

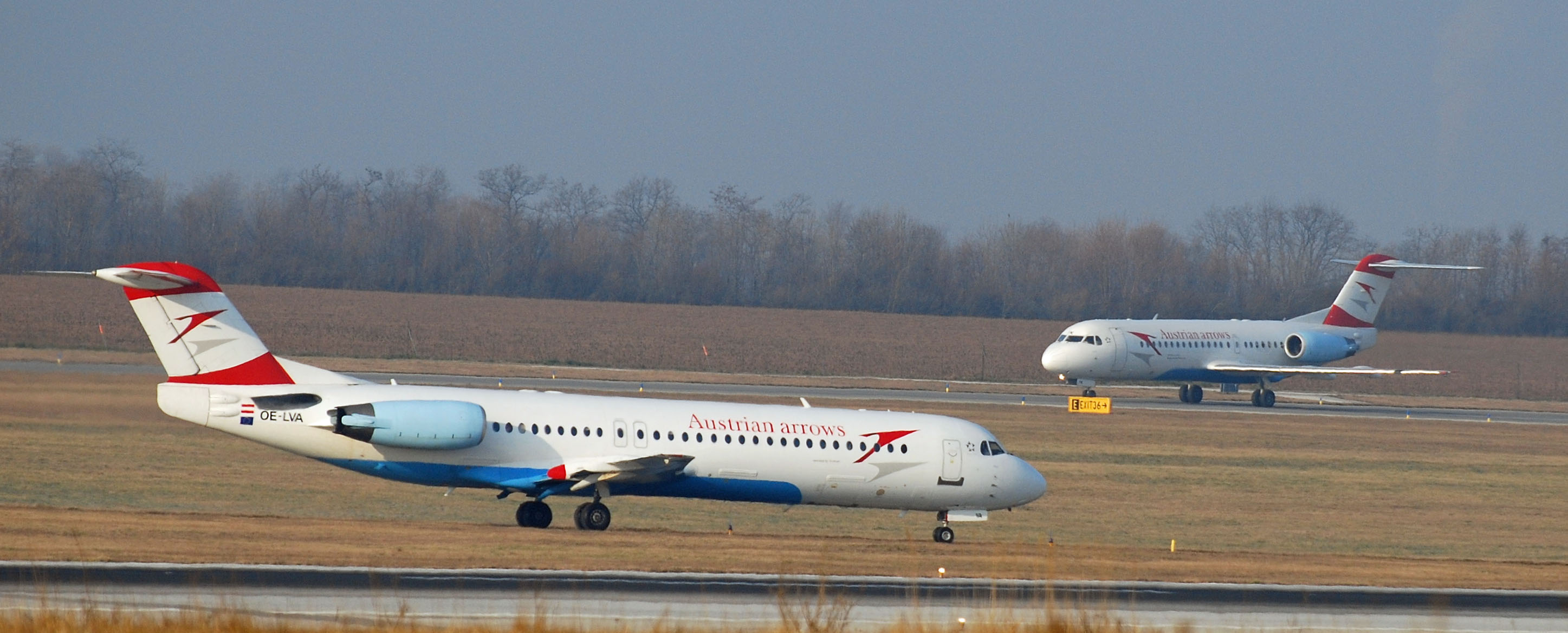
Fokker 100 a Fokker 70 na vídeňském letišti

## Historie
Společnost založili v roce 1978 Gernot Langes-Swarovski a Christian Schwemberger-Swarovski jako „Aircraft Innsbruck“. V roce 1979 byla přejmenována na „Tyrolean Airways“ a v roce 1980 zahájila pravidelný provoz s 48 místným Dash-7 z Innsbrucku do Vídně a Curychu. V roce 1994 koupila podíl ve společnosti Austrian Airlines. Následně došlo k částečné obměně flotily a barevné provedení letadel se přiblížilo barvám mateřské společnosti.
V roce 2014 byly letadla a zaměstnanci přiřazeni ke společnosti Austrian Airlines, Tyrolean Airways zanikla.

## Flotila
Před sloučením s leteckou společností v roce 2014 Austrian Airlines společnost vlastnila 79 letounů. 